# Classe Gauloise
Pour les articles homonymes, voir Gauloise.
La classe Gauloise fut une classe de cuirassé à coque en fer de 1re classe  construite pour la Marine française sur des plans de l'architecte naval Henri Dupuy de Lôme (1816-1885).

Elle est similaire à la classe Provence qui ne se différencie que par un armement moins important. Elle est parfois considérée comme une sous-classe de celle-ci.

## Conception
Ce sont des frégates cuirassées, à gréement de trois-mâts barque avec 1 960 m2 de voilure et un moteur auxiliaire. La coque est en bois avec un blindage en fer forgé sur la ligne de flottaison.

De nombreuses modifications d'armements furent opérées sur les unités de cette classe.

## Les unités de la classe Gauloise
| Nom          | Chantier naval       | Quille          | Lancement         | Mise en service   | Fin de carrière | Reproduction |
| ------------ | -------------------- | --------------- | ----------------- | ----------------- | --------------- | ------------ |
| Gauloise     | Arsenal de Brest     | 21 janvier 1861 | 26 avril 1865     | 12 avril 1867     | rayé en 1883    |              |
| Revanche     | Arsenal de Toulon    | 1er mars 1861   | 28 décembre 1865  | 1er mai 1867      | rayé en 1893    |              |
| Surveillante | Arsenal de Lorient   | 28 janvier 1861 | 18 août 1864      | 21 octobre 1867   | rayé en 1890    |              |
| Magnanime    | Arsenal de Brest     | 27 février 1861 | 19 août 1864      | 1er novembre 1865 | rayé en 1882    |              |
| Savoie       | Arsenal de Toulon    | 1er mars 1861   | 29 septembre 1863 | 25 mars 1865      | rayé en 1888    |              |
| Valeureuse   | Arsenal de Brest     | 23 mai 1861     | 18 août 1864      | 1er février 1867  | rayé en 1886    |              |
| Guyenne      | Arsenal de Rochefort | 27 février 1861 | 6 septembre 1861  | 6 novembre        | rayé en 1887    |              |